# تارکمپول
تارکمپول (به فرانسوی: Tarquimpol) یک کمون در فرانسه است که در Canton of Dieuze واقع شده‌است.

## خصوصیات
تارکمپول ۴٫۰۹ کیلومترمربع مساحت و ۶۹ نفر جمعیت دارد و ۲۲۰ متر بالاتر از سطح دریا واقع شده‌است.